# Incontinentia pigmenti
L’incontinentia pigmenti è una displasia ectodermica multisistemica a trasmissione X-linked dominante caratterizzata da alterazioni cutanea, della dentizione e degli annessi cutanei e sovente alterazioni neurologiche ed oculari.

## Epidemiologia
Si tratta di una sindrome estremamente rara con un'incidenza di 1 su 50000 nascite. Le femmine sono affette 20 volte più dei maschi dal momento che risulta letale nella maggior parte di questi.

## Eziopatogenesi
L'incontinentia pigmenti è causata da mutazione nel gene IKBKG, la più frequente delle quali (85% dei casi) è una delezione coinvolgente gli esoni 4-10. IKBKG codifica per NEMO (IKK-γ), una subunità regolatrice del complesso IKK che a sua volta attiva NF-κB, fattore di trascrizione coinvolto in numerose vie di segnalazione tra cui quelle dell'infiammazione e della sopravvivenza cellulare.
Le cellule risultano ipersensibili ai processi di apoptosi scatenati da TNF-α.

## Clinica
Clinicamente si distinguono quattro fasi:
- La fase I si presenta alla nascita con un'eruzione vescicolo-bollosa su base eritematosa che segue le linee di Blaschko. L'eruzione si può ripresentare in corso di malattie febbrili.
- La fase II è caratterizzata dallo sviluppo di lesioni verrucose alle estremità dopo qualche mese dalla nascita.
- La fase III vede la comparsa di strisce e spirali iperpigmentate lungo le linee di Blaschko che perdurano sino all'adolescenza.
- La fase IV si caratterizza per la comparsa di chiazze o strisce atrofiche, pallide, prive di annessi cutanei agli arti inferiori durante l'adolescenza.

Oltre a queste alterazioni cutanee i pazienti mostrano alterazioni della dentizione con denti distrofici, "a cono" o assenti, quadro che può essere presente anche nei portatori. Si possono riscontrare alopecia, onicodistrofia, neovascolarizzazione retinica, microcefalia, convulsioni, disturbi cognitivi, ritardo mentale.

## Diagnosi
È possibile effettuare un'indagine genetica prenatale.

## Trattamento
Non è disponibile alcun trattamento specifico. Sono necessarie visite oftalmologiche per il follow-up di eventualia alterazioni oculari; la neovascolarizzazione retinica può essere trattata con la fotocoagulazione laser e l'eventuale distacco di retina con la chirurgia. Devono sempre essere effettuati una valutazione neurologica, RMN encefalo ed altri approfondimenti se si sospettano alterazioni neurologiche. Le alterazioni dentali possono essere corretta da un ortodontista. Può essere necessaria una terapia del linguaggio.

## Prognosi
L'aspettativa di vita è normale, lo sviluppo cognitivo è normale in circa il 60% dei casi.